# João da Silva Tavares
João da Silva Tavares, primeiro e único barão e visconde de Cerro Alegre, (Estância Bom Jardim, Herval, 12 de março de 1792 — Bagé, 27 de março de 1872), foi um militar brasileiro.
Era filho do casal açoriano José da Silva Tavares e de Joana Maria dos Santos, que radicou-se em Herval do Sul. Teve quatro irmãos e foi o único deles que tomou partido dos imperiais na Guerra dos Farrapos. Foi pai do Barão de Itaqui, Joca Tavares, e do Barão de Santa Tecla, Joaquim da Silva Tavares.
Bem cedo sentou praça, como soldado, participando da invasão do Uruguai, comandada pelo general Carlos Frederico Lecor em 1816.
Foi comandante de companhia e de distrito, juiz de paz em Herval. Foi eleito deputado provincial para a 1.ª Legislatura da Assembleia Legislativa Provincial e comandante militar da fronteira de Jaguarão, em substituição a Bento Gonçalves, pouco antes da Revolução Farroupilha. Foi por ele convidado, três dias antes da guerra, a participar da revolução, o que negou, afirmando que se oporia ao movimento.
Seu primeiro combate, com suas forças juntas às de Manuel Marques de Sousa, foi na Batalha de Arroio Grande, vencendo o capitão Manuel Antunes.
Lutou com seu filho, Joca Tavares, contra Antônio de Sousa Neto, na Batalha do Seival, sendo por ele derrotado. Atacado e sitiado perto de Arroio Grande pelas forças de Davi Canabarro, foi obrigado a capitular, sendo feito prisioneiro e enviado ao Uruguai. Sob a guarda do capitão Menino Diabo com alguns outros companheiros e sob a ameaça de fuzilamento, conseguiu, em 5 de fevereiro de 1837, fugir e formar uma nova brigada.
O irmão de João da Silva Tavares, Serafim da Silva Tavares, nunca participou da Revolução Farroupilha, mas mesmo assim foi preso, acorrentado e enviado para Pelotas, onde depois de interrogado, foi solto pelo general João Manuel de Lima e Silva
Auxiliou o General Manuel Luís Osório enviando tropas para reforçar suas forças na Guerra do Paraguai.
Foi agraciado com os títulos de barão de Cerro Alegre, em 6 de setembro de 1859, barão com grandeza, em 29 de agosto de 1869 e visconde com grandeza, em 22 de abril de 1871.